# Orson Bean
Dallas Frederick Burrows más conocido como Orson Bean (Burlington, Vermont, 22 de julio de 1928-Los Ángeles, California, Estados Unidos; 7 de febrero de 2020) fue un actor, comediante y escritor estadounidense conocido por su actuación en Desperate Housewives y Dr. Quinn, Medicine Woman.

## Carrera
Nació bajo el verdadero nombre de Dallas Frederick Burrows el 22 de julio de 1928 en Burlington, Vermont. Sus padres fueron Marian Ainsworth (née Pollard) y George Frederick Burrows. Su padre fue miembro fundador de la American Civil Liberties Union (ACLU), un recaudador de fondos para la defensa de los muchachos de Scottsboro, y un miembro de la policía del campus de Harvard College durante veinte años. Bean se fue de su casa a los 16 años después de que su madre se suicidó. Su primo fue el Calvin Coolidge, expresidente de los Estados Unidos.
Se graduó de la Cambridge Rindge and Latin School en 1946. Luego se unió al Ejército de los Estados Unidos y estuvo residiendo en Japón durante un año. Después del servicio militar, comenzó a trabajar en pequeños lugares como mago antes de pasar a principios de la década de 1950 al show stand-up. Estudió teatro en HB Studio.

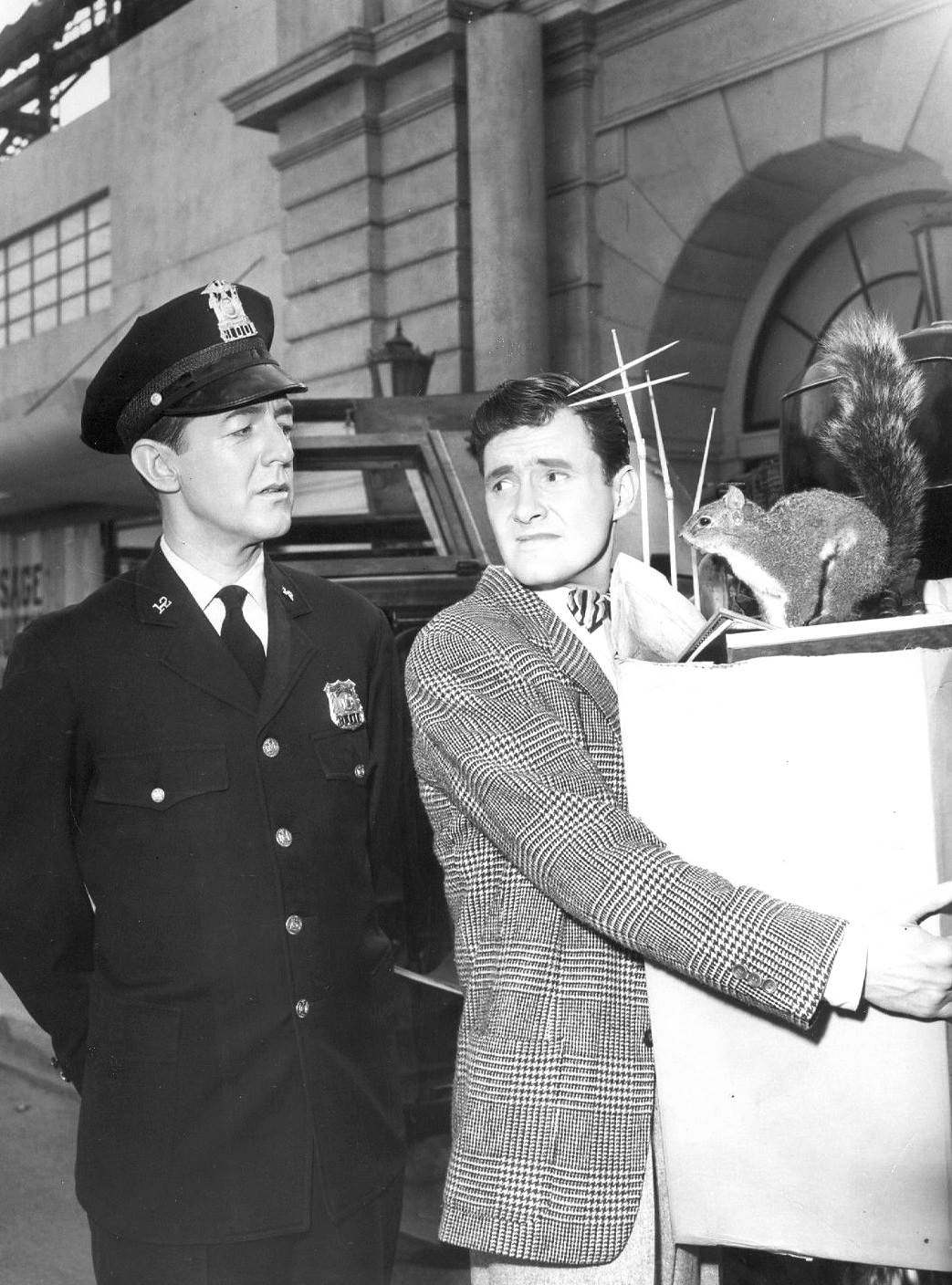
Orson Bean junto a William Schallert en un episodio de The Twilight Zone en 1960.

Fue incluido en la "lista negra de Hollywood" por asistir a las reuniones del Partido Comunista mientras salía con una miembro, pero continuó trabajando durante las décadas de 1950 y 1960. "Básicamente estaba en la lista negra porque tenía una linda novia comunista", dijo en una entrevista del 2001. Solo dejó de trabajar en televisión durante un año.
En sus más de cuatro décadas de actuación se destacó en la pantalla chica norteamericana en el papel de un comerciante gruñón en Dr. Quinn, Medicine Woman y en el papel de Roy en la exitosa tira Desperate Housewives. También actuó en otros ciclos como The Twilight Zone, Modern Family y The Bold and the Beautiful. También fue panelista en varias versiones de To Tell The Truth.
En cine se destacó en cintas como  Anatomy of a Murder (1959), Being John Malkovich (1999).
En teatro fue nominado en 1962 a un premio Tony por su actuación en la comedia musical Subways are for Sleeping. Su última obra fue Bad Habits, que concluyó su estreno el 26 de enero de 2020 en el Ruskin Group Theatre de Santa Mónica.

## Vida privada
Bean se casó tres veces. Su primer matrimonio fue en 1956 con la actriz Jacqueline de Sibour, cuyo nombre artístico era Rain Winslow y que era hija del noble y piloto francés Vicomte Jacques de Sibour y su esposa, Violette B. Selfridge, hija del magnate de la tienda Harry Gordon Selfridge. Antes de su divorcio en 1962, tuvieron un hijo, Michele.

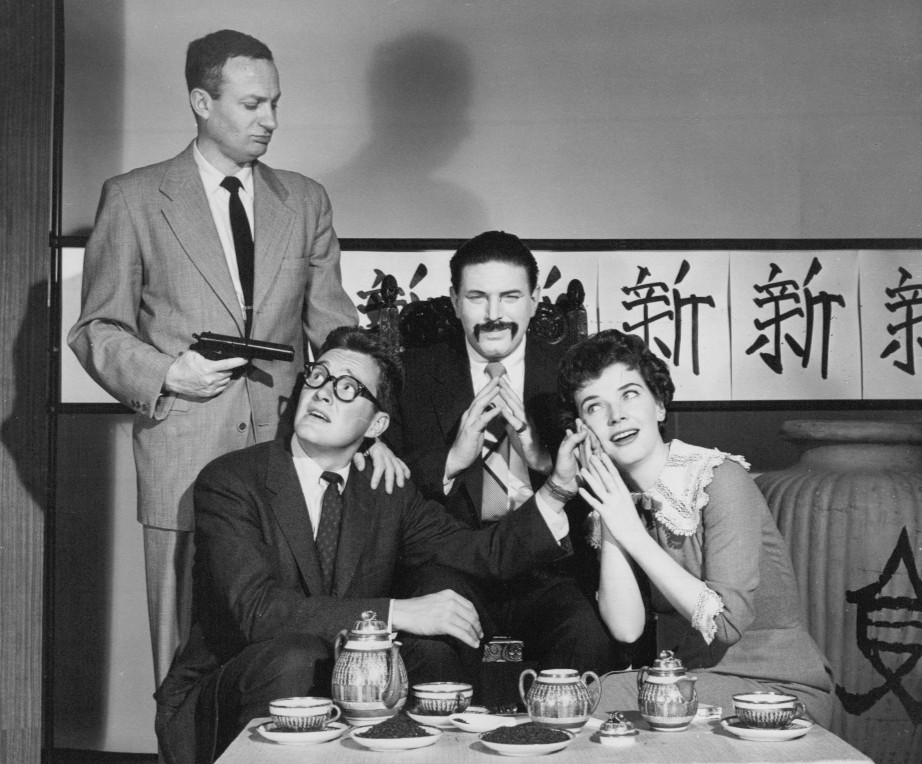
Escena de la presentación de Elgin Hour de San Francisco Fracas. Joe Mantell apunta con un arma a Orson Bean, Theodore Bikel y Polly Bergen (1955).

En 1965, se casó con la actriz y diseñadora de moda Carolyn Maxwell con quien tuvo tres hijos: Max, Susannah y Ezekiel. La pareja se divorció en 1981. Su hija Susannah se casó con el periodista Andrew Breitbart (fallecido en 2012) en 1997.
El 18 de abril de 1993, se casó con la actriz Alley Mills, la cual es madrastra de los cuatro hijos de Orson, con su anterior matrimonio.

## Fallecimiento
El actor falleció el 7 de febrero de 2020 tras ser atropellado por un auto en Los Ángeles, Estados Unidos. Según detalló la policía Bean estaba cruzando una intersección en el barrio de Venice cuando lo rozó y derribó un auto. Un segundo vehículo lo atropelló y le causó la muerte en el acto. Las autoridades recibieron una llamada alrededor de las 7:35 p. m. del viernes a la cuadra 700 del bulevar Venice, entre la avenida Shell y Pisani Place, dijo el oficial Tony Im del Departamento de Policía de Los Ángeles.
Se podía ver una pequeña multitud claramente angustiada y abrazándose en el lugar del incidente. Un automóvil que se dirigía hacia el oeste no lo vio y lo golpeó y él cayó", dijo el capitán del LAPD, Brian Wendling, luego siguió "Se acercaba un segundo vehículo y (el conductor) estaba distraído por personas que intentaban decirle que redujera la velocidad, y cuando alzó la vista se produjo una segunda colisión y esa fue fatal".
Los dos conductores permanecieron en el lugar, ninguno sufrió lesiones y se considera que se trató de un accidente. Bean tenía 91 años.

## Filmografía[3]
- 2018: The Equalizer 2.
- 2012: Home for Christmas.
- 2004: Soccer Dog: European Cup.
- 1999: Being John Malkovich.
- 1987: Innerspace.
- 1982: Forty Deuce.
- 1980: El retorno del Rey.
- 1959:  Anatomy of a Murder.

## Televisión
- 2019: Grace and Frankie. Temporada 6: Episodio 10.
- 2018:  Superstore. Temporada 4: Episodio 5.
- 2009: Modern Family.
- 2005/2014: How I Met Your Mother.
- 2005: Two and a Half Men. Temporada 2: Episodio 24 (como Norman).
- 2004/2012: Desperate Housewives.
- 2004. Cold Case Temporada 2;  Episodio 8.
- 2000: Normal, Will & Grace, Ohio.
- 1993-1998: Dr. Quinn, Medicine Woman.
- 1979-1988: The Facts of Life.
- 1960: The Twilight Zone.
- 1952: The Chamber Music Society of Lower Basin Street.

## Teatro
- Will Success Spoil Rock Hunter?
- Subways are for Sleeping.
- Home Movies.
- You're a Good Man, Charlie Brown.
- I Was Dancing.
- Illya Darling.
- Bad Habits.